# Companhia Paulista de Louças Ceramus
A Companhia Paulista de Louças Ceramus é uma extinta fábrica de louças de mesa, fundada em 1919. Localizava-se no bairro de Belenzinho, na cidade de São Paulo.
A fábrica passou por diversas ampliações após sua fundação, com implementação de mais fornos intermitentes e galpões de armazenamento. A fachada da fábrica também passou por remodelação em 1924, com o engenheiro Francisco de Salles Vicente de Azevedo sendo o responsável pelo projeto. Nos anos de 1940, houve novas ampliações mas preservando o estilo adotado em 1924.
Na inauguração do Sindicato Patronal de Cerâmica de Louças de Pós de Pedra do Estado de São Paulo, em 1934, o Francisco Salles Vicente Azevedo foi o representante da Companhia Paulista de Louças Ceramus.
Entre 1919 e 1923, a fábrica teve como diretor técnico o Eduardo Ferreira, imigrante português, experiente em pinturas artísticas em azulejos em Portugal.
Em 1931, a pedido do Francisco Salles Vicente Azevedo, até então diretor técnico da fábrica, foi realizado um trabalho através do Instituto de Organização Racional do Trabalho (IDORT) para melhorar o produto e tornar a produção mais econômica e eficiente.
Em 1939, Francisco Salles Vicente Azevedo passou a ser o diretor presidente da da Companhia Paulista de Louças Ceramus.